# 金沢市立緑小学校
金沢市立緑小学校（かなざわしりつ みどりしょうがっこう、英語: Kanazawa Municipal Midori Elementary School）は、石川県金沢市みどり1丁目にある公立小学校。

## 沿革
《主要な出典：》
- 1962年（昭和37年）
  - 4月1日 - 金沢市立安原二塚（やすはらふたつか）小学校[注釈 2]設立。
  - 9月 - 統合校舎（本館）新築起工[7]。
- 1963年（昭和38年）
  - 2月21日 - 金沢市立緑小学校と改称（安原教場と二塚教場を置く）。
  - 10月31日 - 本館竣工[注釈 3][8]。所在地：金沢市北塚町イ183番地[9]。
  - 11月20日 - 入校式挙行。この日（11月20日）を創立記念日と定めた。
  - 11月28日 - 開校式（落成式）挙行[8]。
- 1965年（昭和40年）3月20日 - 体育館落成式挙行。
- 1973年（昭和48年）11月1日 - 創立10周年記念式挙行。
- 1974年（昭和49年） - このころまでに所在地の北塚町が再編され、所在地が金沢市みどり1丁目166番地となる[注釈 4]。
- 1977年（昭和52年）7月18日 - プール完成。竣工式並びにプール開きを挙行。
- 1978年（昭和53年）9月24日 - 前庭の学校園完成。
- 1979年（昭和54年）10月12日 - 新玄関完成。
- 1980年（昭和55年）
  - 3月31日 - 校舎増築工事完成（運動場側に14教室）。
  - 5月31日 - 給食調理室完成。
- 1981年（昭和56年）3月31日 - 第2体育館完成。
- 1983年（昭和58年）3月31日 - 運動場改修工事完了。
- 1984年（昭和59年）4月1日 - 金沢市立安原小学校開校により、児童の一部を分離。
- 1987年（昭和62年）4月10日 - 当校に併設の金沢市学校給食緑共同調理場が完成。
- 1988年（昭和63年）12月20日 - 運動場大改修工事完了。
- 1989年（平成元年）
  - 8月31日 - 第1校舎3階改良工事完了。第2校舎内装工事を職員作業で施工。
  - 11月30日 - 第1､ 第2両体育館内装工事を職員作業で施工。
- 1990年（平成02年）
  - 5月20日 - 前庭学校園改修工事を職員作業で施工。
  - 6月1日 - 第2体育館屋根塗装を職員作業で施工。
  - 8月31日 - 第1校舎2階改良工事完了。
- 1991年（平成03年）8月31日 - 第1校舎1階改修工事完了。
- 1992年（平成04年）8月31日 - ランチルーム完成。
- 1993年（平成05年）11月20日 - 創立30周年記念式典挙行。
- 1994年（平成06年）8月31日 - 第1・2校舎間渡廊下改修工事完了。
- 1997年（平成09年）4月1日 - みどり学級設置。
- 2000年（平成12年）
  - 4月1日 - みどり学級2設置。
  - 12月 - 当校ホームページ開設。
- 2001年（平成13年）7月 - この月から9月まで、耐震・大規模改修工事（第1期）。
- 2002年（平成14年）7月 - この月から9月まで、耐震・大規模改修工事（第2期）。
- 2003年（平成15年）11月20日 - 創立40周年記念式典挙行。
- 2004年（平成16年）8月7日 - 中庭・梅園に「憩いの木製ベンチ」設置。
- 2005年（平成17年）4月1日 - みどり学級3設置。
- 2008年（平成20年）6月 - プールサイド修繕工事
- 2009年（平成21年）5月 - この月から10月まで、児童玄関渡り廊下改修工事。
- 2010年（平成22年）10月28日 - 第1体育館耐震工事完了。
- 2011年（平成23年）8月31日 - 第2体育館耐震工事完了。
- 2013年（平成25年）
  - 8月31日 - 校舎第1期耐震工事完了。
  - 11月20日 - 創立50周年記念式典挙行。
- 2020年（令和02年）2月28日 - 普通教室空調設備設置工事完了。

## 服装
- 平常時は標準服の着用が義務付けられている。但し、私服登校が可能な時もある。[要出典]

## 学区
上安原町、上安原町1丁目、上安原2丁目、豊穂町、専光寺町、佐奇森町、南塚町、二ツ寺町(ロを除く。)、袋畠町、古府町(南を除く。)、松島町、松島1丁目、松島2丁目、松島3丁目、神野町、神野1丁目、神野2丁目、神野3丁目、北塚町、稚日野町、赤土町(リを除く。)、みどり1丁目、みどり2丁目(1番地1のうち市営住宅H1棟～H4棟、3番地～6番地を除く。)、古府2丁目、古府3丁目、古府西1丁目

## 進学先中学校
- 金沢市立緑中学校[13]

## 周辺
- 金沢市学校給食緑共同調理場 - 同一敷地内。
- 金沢市立みどり第2児童公園 - 敷地が隣接。
- 河合学園かわいみどり幼稚園 - 進学前幼稚園のひとつ。
  - 上記以外の公園や幼稚園・こども園も点在する。
- 金沢龍谷高等学校・中等部
  - 高校室内練習場 - こちらが本校に近い。
  - 本校舎
- 本校の西側と南側には住宅、北側と東側には田畑が広がる。

## アクセス
- 北陸鉄道バスで、「みどり1丁目」停留所下車後、
  - 金沢駅方面行のりばから、徒歩約480m・約7分。
  - みどり2丁目行、二塚行、打木・安原工業団地入口行・入江経由金沢駅行、金沢大学附属病院行、金沢星稜大学・高校行のりばから、徒歩約470m・約7分。